# Histoire de la famille

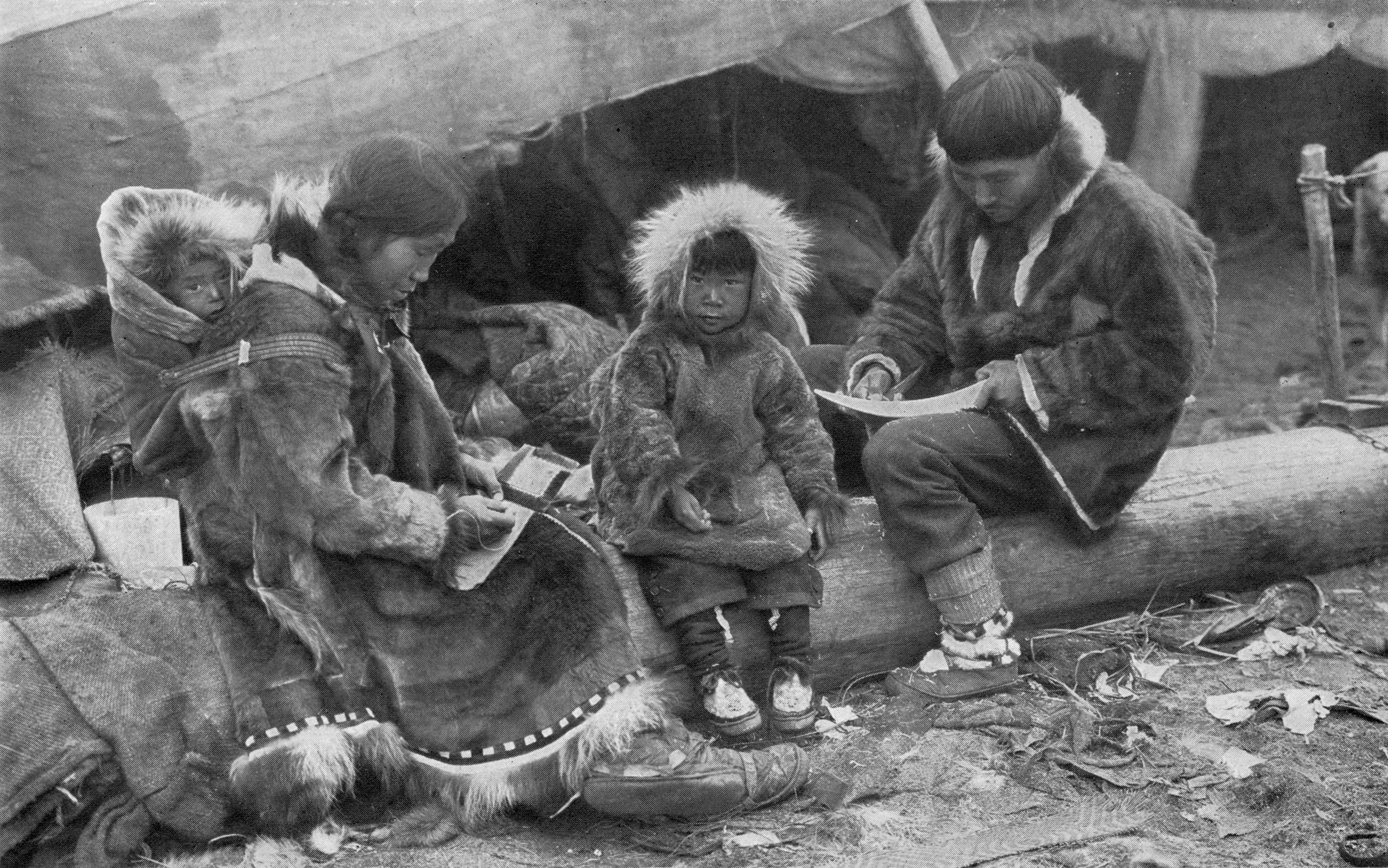
Photographie d'une famille inuite par George R. King parue dans la revue américaine The National Geographic Magazine.

L'histoire de la famille est une branche de l'histoire, généralement rattachée à l'histoire sociale, décrivant l'évolution des groupes de parenté à travers le monde depuis la préhistoire jusqu'à l'époque contemporaine. Si différentes formes de famille (en tant que plus petite unité sociale observable) ont été identifiées dans toutes les sociétés connues, qu'elles soient passées ou présentes, il n'existe pas de consensus sur une définition unique et universelle de la famille, si bien que la notion de parenté (qui décrit les relations d'alliance ou de filiation entre individus davantage que le groupe ainsi formé) est souvent employée à sa place ou en lien étroit. L'histoire de la famille est ainsi liée de près à d'autres sciences humaines et sociales, dont elle se distingue par les méthodes et le point de vue plus que par le champ d'étude: ethnologie, anthropologie, démographie, sociologie, paléontologie humaine et archéologie, ainsi que des croisements de ces disciplines (socio-histoire, démographie historique, anthropologie historique, par exemple).
L'histoire de la famille en tant que discipline constituée a émergé dans les pays occidentaux principalement à partir des années 1960, sur les fondements notamment de la géographie historique des droits coutumiers, de l'anthropologie ou de la démographie historique, renversant en Europe les présupposés évolutionnistes qui faisaient jusqu'alors de la famille restreinte (nucléaire) une forme spécifiquement occidentale et récente, issue de la révolution industrielle du XIXe siècle. Par la suite, ces travaux ont rejoint ceux d'historiens d'autres régions du monde ou se sont étendus à ces régions (Asie, Inde, Amérique latine, Océanie...), notamment sous l'influence des ethnologues et anthropologues, pour bâtir des théories sociales historiques à l'échelle planétaire. D'importants débats persistent néanmoins quant aux origines des différentes formes de famille observables dans le monde contemporain, particulièrement pour les régions et/ou époques sur lesquelles des sources écrites ne sont pas disponibles.

## Définitions de la famille
La très grande variété des formes familiales existant ou ayant existé dans le temps et l'espace rend difficile la définition de cette notion, et aucune définition unique et universelle ne fait consensus actuellement. Néanmoins de nombreux essais de définitions de la famille ont été avancés, sous des points de vue différents : comme unité résidentielle, comme unité de reproduction biologique, comme unité de production économique, comme lieu privilégié de l'éducation des enfants.
Claude Lévi-Strauss, dans le chapitre III intitulé La famille de son livre Le regard éloigné (1983), a proposé une définition, devenue depuis célèbre et souvent citée[réf. nécessaire] :

« Si l'universalité de la famille n'est pas une loi naturelle, comment expliquer qu'on la trouve presque partout? Pour avancer vers une solution, tentons de définir la famille [...] en construisant un modèle réduit aux quelques propriétés invariantes qu'un coup d’œil rapide nous a déjà permis de dégager [...]: 1) la famille prend son origine dans le mariage; 2) elle inclut le mari, la femme, les enfants nés de leur union, formant un noyau autour duquel d'autres parents peuvent éventuellement s'agréger; 3) les membres de la famille sont unis entre eux par: a. des liens juridiques; b. des droits et obligations de nature économique, religieuse ou autre; c.un réseau précis de droits et interdits sexuels, et un ensemble variable et diversifié de sentiments tels que l'amour, l'affection, le respect, la crainte, etc. »

## Historiographie
Dans les pays occidentaux, l'histoire de la famille a émergé comme champ universitaire constitué à partir dans les années 1960 principalement, au contact de la démographie, de la sociologie et de l'anthropologie, et sous l'influence notamment de la Nouvelle Histoire, en France et en Angleterre: la revue d'histoire sociale anglaise Past and Present, le groupe d'histoire sociale de l'Université de Cambridge (Cambridge Group for the History of Population and Social Structure) dirigé par Peter Laslett, l'École d'histoire des Annales en France et le courant d'anthropologie historique de la famille constituée en son sein et sous l'égide de l'EHESS par Emmanuel Le Roy Ladurie,,.
Ces différents courants ont remis au jour l'approche méthodologique holiste des descriptions de l'organisation de la famille par l'ingénieur et sociologue Frédéric Le Play au milieu du XIXe siècle, qui s'est particulièrement intéressé au système familial pyrénéen à transmission préciputaire (famille souche) mais dont les travaux étaient tombés dans l'oubli au début du XXe siècle. Peter Laslett à Cambridge a été l'un des premiers à reprendre, à partir des recensements et des modalités de transmission du patrimoine,, le principe d'étude des systèmes familiaux décrit par Le Play, identifiant alors le système de la famille nucléaire (individualiste) largement prédominante en Angleterre. En France, la méthode leplaysienne est reprise, après la séparation de ses continuateurs à la fin du XIXe siècle, d'abord par des historiens du droit travaillant sur le droit coutumier, comme Jean Yver dans son Essai de géographie coutumière, puis dans les années 1970 par un nombre croissant d'ethnologues et historiens de la famille au sein du courant naissant de l'anthropologie historique, qui s'inspire des méthodes de l'analyse structurale de la parenté chez Claude Lévi-Strauss.
Cette nouvelle histoire de la famille à partir des années 1960 a apporté de grands changements dans la perception de l'histoire de la famille occidentale, jusque-là perçue selon la tradition évolutionniste héritée du XIXe siècle qui faisait de la famille restreinte (nucléaire) une forme sociale issue de la révolution industrielle et de la dislocation des familles élargies censées avoir toujours existé auparavant. Les travaux de démographie historique et de droit coutumier ont démontré l'existence de formes nucléaires présente depuis le Moyen-Âge dans certains régions d'Europe septentrionale et occidentale (Angleterre notamment). Travaillant au début sur le ménage conjugal de façon statique (pris à un moment donné), ces historiens ont progressivement évolué vers une conception plus large de la famille incluant les réseaux de parenté, et vers une approche temporelle dynamique tenant compte des évolutions cycliques des structures familiales au long de la vie des individus.
L'œuvre de Jack Goody, et en particulier son livre L’Évolution de la famille et du mariage en Europe en 1985, ont constitué une étape importante de cette historiographie. L'auteur, un anthropologue (spécialiste de l'Afrique) devenu historien réputé des sociétés occidentales, y défend l'hypothèse que les formes familiales modernes ont commencé à apparaître vers le IVe siècle de notre ère lors de l'institutionnalisation de l’Église chrétienne à grande échelle en Méditerranée et en Europe.
A la même époque (1986), l'ouvrage collectif en trois tomes l'Histoire de la famille par le groupe d'anthropologie historique française de l'EHESS a été salué pour le caractère inédit d'une telle synthèse abordant de nombreuses régions du monde.

## Les systèmes familiaux en histoire rurale
En histoire rurale, dans les travaux d'anthropologie historique de la famille occidentale depuis les années 1960 sont généralement distingués trois types de systèmes familiaux (ou structures familiales), selon des critères variables (le plus souvent une combinatoire du mode d'héritage ou de succession, et du type de résidence après mariage), et pouvant porter différentes appellations selon les auteurs, :
- la famille nucléaire, à héritage partagé égalitaire et résidence néolocale (hors de leurs foyers familiaux d'origine respectifs) des jeunes mariés (« famille instable » chez Le Play, « système à parentèle » chez G.Augustins[19], « type occidental » chez Laslett)
- la famille communautaire, forme de famille élargie à héritage indivis ou retardé à partage égalitaire, et résidence patrilocale des frères mariés (« famille patriarcale » chez Le Play, « système à lignage » chez G.Augustins, « type oriental » chez Laslett)
- la famille souche, forme intermédiaire de famille élargie à succession unique, héritage préciputaire et résidence chez celui des époux qui hérite (« système à maison » chez Le Play, Lévi-Strauss et G.Augustins, « type moyen-occidental » chez Laslett).

Laslett, outre ces trois formes, a décrit un type méditerranéen représentant une forme transitionnelle entre la famille nucléaire et la famille communautaire et rencontré sur les rives méditerranéennes de France, d'Italie et d'Espagne.
Certaines de ces formes, notamment le système à maison (famille souche), ont été identifiées dans de nombreuses régions du monde extérieures à la zone d'influence occidentale, donnant lieu à diverses interprétations possible de l'origine commune de tels systèmes (diffusionnisme géographique, évolutionnisme historique, hypothèses structurales). Dès les années 1970, Claude Lévi-Strauss avait retenu des systèmes à maison à Madagascar, en Polynésie et sur la côte Nord-Ouest des États-Unis (indiens Kwakiutl par exemple),. Chez les historiens, parallèlement, la famille souche japonaise (le « Ie », pron.[ié]) est par exemple un grand classique de l'histoire sociale de ce pays.
L'historien Emmanuel Todd a également poursuivi la recherche des systèmes familiaux dans le monde entier, et à des époques éloignées. Il retient pour sa part quatre systèmes familiaux fondamentaux : la famille communautaire, la famille souche, et deux formes distinctes de famille nucléaire: l'une nucléaire absolue (individualiste à héritage testamentaire, essentiellement anglo-saxonne), l'autre nucléaire égalitaire (également à résidence néolocale mais à héritage strictement égalitaire sans autorisation testamentaire). Formé à l'histoire par Emmanuel Le Roy Ladurie, puis à Cambridge par Peter Laslett, il va considérablement populariser leur conception holiste de la famille, au point que le concept de système familial (ou structure familiale) est maintenant largement associé à son nom auprès du grand public (voir Système familial selon Emmanuel Todd). L'originalité de son approche, développée notamment dans ses livres La Troisième Planète (1983), L’enfance du Monde (1984), L’Invention de l’Europe (1990), Le Destin des Immigrés (1994), est non seulement d'envisager dans la tradition holiste une « programmation » inconsciente des individus dans leur enfance par le milieu familial, mais surtout de la relier aux grandes évolutions idéologiques, politiques, religieuses ou économiques des sociétés dans lesquelles ces individus évoluent. Plus récemment, dans L'origine des systèmes familiaux (tome 1: L'Eurasie), il reprend l'ensemble de ses travaux en une grande synthèse géographique et historique pour suggérer une origine nucléaire commune des formes actuelles, et leur différenciation progressive par émergence de foyers patrilinéaires (Mésopotamie, Afrique), par évolution sporadique sous forme de familles souche, puis par diffusion centrifuge dans l'espace eurasiatique.

## Histoire de l'enfance
En 1960, dans son livre L'Enfant et la vie familiale sous l'Ancien Régime, Philippe Ariès initie une approche historique de l'enfance. Depuis, les études françaises ont été affinées, notamment à l'aide de relevés précis des naissances, baptêmes, mortalités, mises en nourrices, et ont permis de reconstituer les compositions familiales et les mœurs, ceci grâce aux registres des paroisses tenus depuis au moins le XVIe siècle, mais aussi des données littéraires et iconographiques, des correspondances privées ou officielles entre agents de l'État, des commentaires publics et des textes de lois, et autres sources d'informations pour les historiens.
Ces données permettraient de montrer que les manifestations d'attachements des parents envers leurs enfants ont été très variables suivant les périodes et suivant les classes sociales. On montrerait ainsi qu'il y a eu des modes dans la manière de les élever, de les éduquer, et même dans les manifestations de sentiments dans l'intimité.
Par exemple, aux XVIIe et XVIIIe siècles, de très nombreux enfants de la noblesse et de la bourgeoisie, et dans toutes les couches sociales en milieu urbain, étaient envoyés en nourrice, loin de leurs parents et étaient traités avec une certaine négligence par les nourrices « mercenaires », ce qui augmentait la mortalité infantile de manière importante, au point que certains représentants de l'État, inquiet pour la santé et le nombre des futurs travailleurs, pouvaient écrire que les parents se préoccupaient moins de leurs enfants que de la santé de leurs chevaux. Dans ce cadre, les mères ne semblaient pas opposées à ces traitements, ni plus sentimentales que les pères. Bien sûr, ces observations ne sont jamais que des généralités concernant l'écrasante majorité des personnes étudiées.
Au XVIIIe siècle commence une baisse de la mortalité infantile dont les raisons ne sont pas clairement cernées. Peut-être une meilleure hygiène et une meilleure alimentation donnée aux enfants, grâce aux progrès de la médecine, et aux conseils donnés par les médecins dont on ne sait s'ils ont été entendus (le monde médical n'acquiert d'autorité en ce domaine qu'au cours du XIXe siècle). Peut-être une plus grande attention donnée par les parents, sans que les explications données de ce changement d'attitude ne fasse l'unanimité chez les historiens. C'est au XIXe siècle que le recours aux nourrices ne fut plus à la mode, au contraire, et que les manifestations d'amour maternel se généralisèrent (le rôle sentimental des pères semblant en général bien différent).
À la lumière de ces données, Philippe Ariès, suivi par Edward Shorter et Élisabeth Badinter, considèrent que l'amour maternel est un sentiment moderne, construit socialement avec le concours de l'État pour répondre à des intérêts multiples. Élisabeth Badinter, féministe, conclut à la nécessité de déculpabiliser les femmes, et en particulier les mères, sur l'inadéquation de leurs sentiments réels avec l'amour maternel idéalisé : É Badinter estime que la femme n'est pas naturellement plus susceptible que l'homme d'amour envers son enfant et de sacrifices pour lui.
D'autres historiens, considèrent que les comportements observés « ont leur rationalité et […] peuvent exprimer un amour différent du nôtre », que « les enfants ont toujours été aimés, d'une manière ou d'une autre, sinon ils n'auraient pas survécu », et, soulignant les inévitables lacunes des informations disponibles, peuvent considérer que « à certains moments, les mères et les nourrices du peuple sont les seules à les aimer, et ces sentiments des humbles laissent peu de traces dans nos sources ».